# Resolució 2163 del Consell de Seguretat de les Nacions Unides
La Resolució 2163 del Consell de Seguretat de les Nacions Unides fou adoptada per unanimitat el 25 de juny de 2014. Després de considerar un informe del Secretari General Ban Ki-moon, sobre la Força de les Nacions Unides d'Observació de la Separació (UNDOF) i reafirmant la resolució 1308 (2000), el Consell va prorrogar el seu mandat per uns altres sis mesos, fins al 31 de desembre de 2014.
El Consell va assenyalar que la situació a l'Orient Mitjà es mantenia tibant, i que no es veien millores a curt termini. S'havia produït novament forts combats en el context de la Guerra Civil siriana.
El Consell de Seguretat va demanar la implementació de la Resolució 338 (1973) que exigia la celebració de negociacions entre les parts per a la solució pacífica de la situació a l'Orient Mitjà.